# Världsmästerskapen i skidflygning 2022
Världsmästerskapen i skidflygning 2022 arrangerades mellan den 10 och 13 mars 2022 i Vikersund i Norge. Det var den 27:e upplagan av världsmästerskapen i skidflygning och femte gången mästerskapet hölls i Vikersund (tidigare 1977, 1990, 2000 och 2012).
Marius Lindvik från Norge blev världsmästare individuellt medan Timi Zajc från Slovenien tog silver och Stefan Kraft från Österrike tog brons. Lagtävlingen vanns av Slovenien med Domen Prevc, Peter Prevc, Timi Zajc och Anže Lanišek i laget. Tyskland tog silver och Norge tog brons.

## Program
| Datum        | Omgång                 | Längsta hopp    | Meter |
| ------------ | ---------------------- | --------------- | ----- |
| 9 mars 2022  | Testomgång 1           | Anders Håre     | 228,5 |
| 9 mars 2022  | Testomgång 2           | Iver Olaussen   | 234,5 |
| 10 mars 2022 | Officiell träning 1    | Domen Prevc     | 242,0 |
| 10 mars 2022 | Officiell träning 2    | Domen Prevc     | 238,5 |
| 10 mars 2022 | Kvalomgång             | Michael Hayböck | 233,0 |
| 11 mars 2022 | Omgång 1, individuellt | Timi Zajc       | 242,5 |
| 11 mars 2022 | Omgång 2, individuellt | Stefan Kraft    | 230,0 |
| 12 mars 2022 | Omgång 3, individuellt | Timi Zajc       | 243,5 |
| 12 mars 2022 | Omgång 4, individuellt | Timi Zajc       | 235,5 |
| 13 mars 2022 | Omgång 1, lagtävling   | Anže Lanišek    | 234,0 |
| 13 mars 2022 | Omgång 2, lagtävling   | Karl Geiger     | 238,0 |

## Resultat

### Indivduellt
| Placering | Idrottare                  | Dag 1    | Dag 1    | Dag 1     | Dag 1    | Dag 1    | Dag 1     | Dag 2    | Dag 2    | Dag 2     | Dag 2    | Dag 2    | Dag 2     | Poäng totalt |
| Placering | Idrottare                  | Omgång 1 | Omgång 1 | Omgång 1  | Omgång 2 | Omgång 2 | Omgång 2  | Omgång 3 | Omgång 3 | Omgång 3  | Omgång 4 | Omgång 4 | Omgång 4  | Poäng totalt |
| Placering | Idrottare                  | Meter    | Poäng    | Placering | Meter    | Poäng    | Placering | Meter    | Poäng    | Placering | Meter    | Poäng    | Placering | Poäng totalt |
| --------- | -------------------------- | -------- | -------- | --------- | -------- | -------- | --------- | -------- | -------- | --------- | -------- | -------- | --------- | ------------ |
| 1         | Marius Lindvik (NOR)       | 232,5    | 227,4    | 1         | 226,5    | 230,1    | 2         | 230,0    | 200,4    | 1         | 224,5    | 196,3    | 3         | 854,2        |
| 2         | Timi Zajc (SLO)            | 242,5    | 220,0    | 3         | 218,0    | 216,5    | 4         | 243,5    | 193,4    | 4         | 235,5    | 214,4    | 1         | 844,3        |
| 3         | Stefan Kraft (AUT)         | 225,5    | 217,9    | 6         | 230,0    | 233,1    | 1         | 227,0    | 196,7    | 3         | 213,0    | 189,8    | 8         | 837,5        |
| 4         | Peter Prevc (SLO)          | 236,0    | 219,0    | 5         | 207,5    | 200,6    | 12        | 237,0    | 198,1    | 2         | 223,0    | 190,5    | 7         | 808,2        |
| 5         | Anže Lanišek (SLO)         | 230,0    | 220,1    | 2         | 211,5    | 206,5    | 6         | 221,0    | 177,4    | 11        | 231,0    | 202,1    | 2         | 806,1        |
| 6         | Domen Prevc (SLO)          | 231,5    | 215,0    | 7         | 222,5    | 222,6    | 3         | 222,5    | 188,5    | 6         | 216,0    | 176,1    | 18        | 802,2        |
| 7         | Michael Hayböck (AUT)      | 227,5    | 208,3    | 8         | 209,0    | 201,2    | 11        | 217,0    | 178,4    | 10        | 227,0    | 193,0    | 4         | 780,9        |
| 8         | Karl Geiger (GER)          | 209,0    | 195,9    | 11        | 199,0    | 194,0    | 18        | 234,5    | 192,6    | 5         | 220,5    | 186,7    | 11        | 769,2        |
| 9         | Yukiya Satō (JPN)          | 225,5    | 199,8    | 10        | 210,5    | 202,9    | 10        | 221,0    | 178,9    | 9         | 218,0    | 182,6    | 14        | 764,2        |
| 10        | Johann André Forfang (NOR) | 223,0    | 201,7    | 9         | 212,0    | 206,1    | 7         | 208,5    | 165,6    | 16        | 216,0    | 181,7    | 16        | 755,1        |

### Lagtävling
| Placering | Land                                                                              | Omgång 1                | Omgång 1                | Omgång 1  | Omgång 2                | Omgång 2                | Omgång 2  | Poäng totalt |
| Placering | Land                                                                              | Meter                   | Poäng                   | Placering | Meter                   | Poäng                   | Placering | Poäng totalt |
| --------- | --------------------------------------------------------------------------------- | ----------------------- | ----------------------- | --------- | ----------------------- | ----------------------- | --------- | ------------ |
| 1         | SlovenienDomen Prevc Peter Prevc Timi Zajc Anže Lanišek                           | 222,0 231,0 229,5 234,0 | 207,5 212,3 217,7 225,6 | 1         | 217,0 221,5 228,5       | 203,0 209,0 225,2 211,2 | 1         | 1711,5       |
| 2         | TysklandSeverin Freund Andreas Wellinger Markus Eisenbichler Karl Geiger          | 211,5 226,5 211,5 222,0 | 196,4 206,7 184,6 212,0 | 2         | 201,0 206,5 213,0 238,0 | 179,8 188,8 193,7 221,5 | 2         | 1583,5       |
| 3         | NorgeJohann André Forfang Daniel-André Tande Halvor Egner Granerud Marius Lindvik | 210,5 201,5 219,0 221,5 | 194,5 174,3 197,7 212,2 | 4         | 210,5 192,5 222,0 228,0 | 197,7 167,9 201,8 213,5 | 3         | 1559,6       |
| 4         | ÖsterrikeMichael Hayböck Ulrich Wohlgenannt Manuel Fettner Stefan Kraft           | 216,0 210,0 213,0 224,0 | 200,8 184,6 185,9 214,6 | 3         | 213,5 196,5 217,0 220,0 | 198,3 172,6 195,5 200,4 | 5         | 1552,7       |
| 5         | PolenPiotr Żyła Dawid Kubacki Kamil Stoch Jakub Wolny                             | 210,5 213,0 194,0 215,5 | 190,8 182,0 160,4 194,8 | 5         | 201,5 212,0 221,5 231,0 | 190,8 191,1 181,1 211,8 | 4         | 1495,8       |
| 6         | JapanYukiya Satō Naoki Nakamura Junshirō Kobayashi Ryōyū Kobayashi                | 215,5 186,5 189,5 224,5 | 200,8 151,0 153,4 206,8 | 6         | 223,5 193,0 202,0 210,0 | 209,7 166,8 155,2 190,2 | 6         | 1433,9       |
| 7         | FinlandAntti Aalto Eetu Nousiainen Kalle Heikkinen Niko Kytösaho                  | 69,0 222,0 154,5 196,5  | 132,2 193,5 110,5 169,5 | 7         | 184,0 184,5 158,0 179,5 | 157,7 156,2 113,3 149,9 | 7         | 1182,8       |